# Boeing New Midsize Airplane

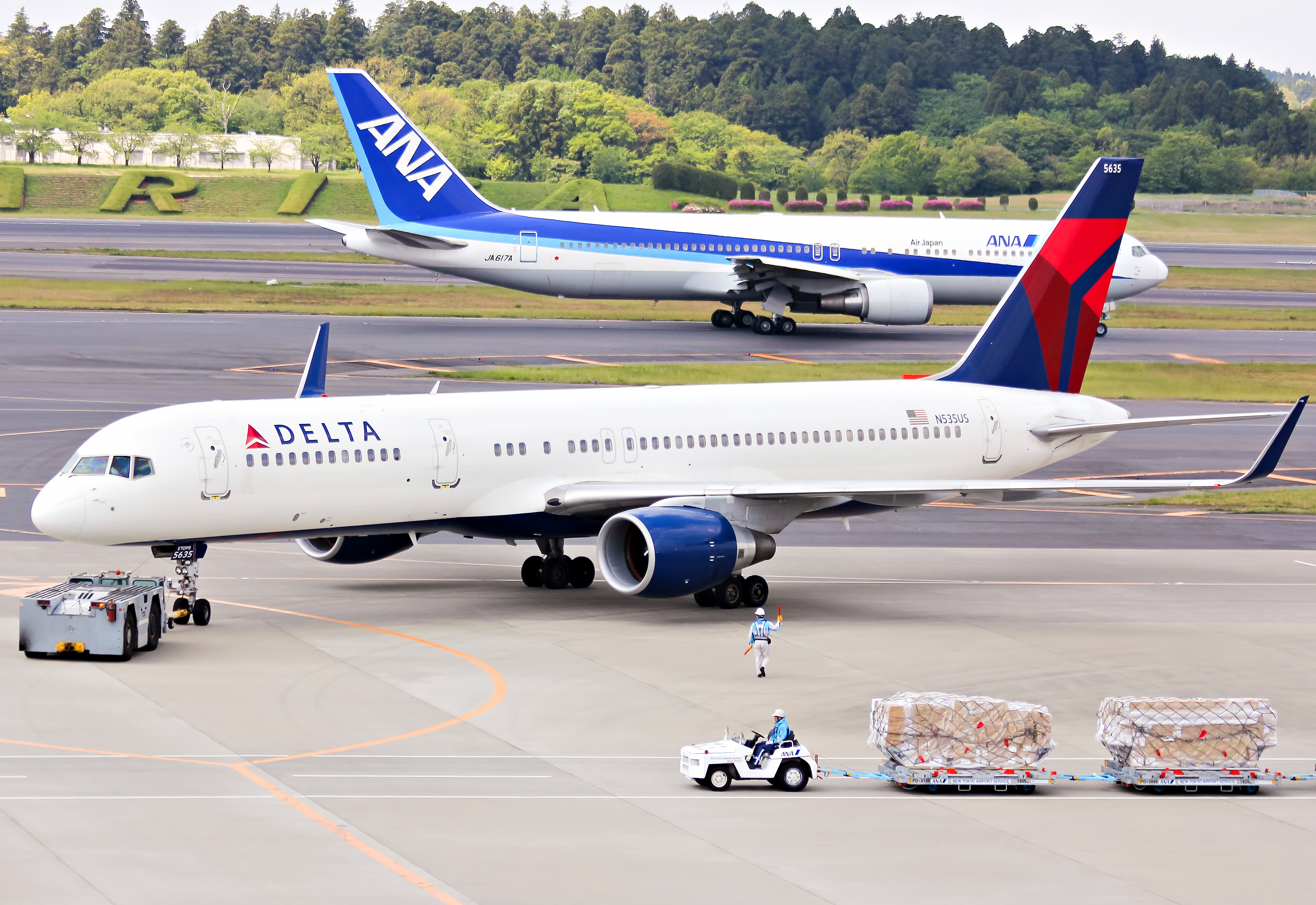
Новый самолет возможно будет иметь размер между B757 (спереди) и B767 (сзади)

New Midsize Airplane (NMA), или New Midsize Aircraft, (также известен, как Boeing 797) — концептуальный авиалайнер, представленный Boeing для заполнения средней ниши рынка между широкофюзеляжными и узкофюзеляжными самолетами.

## История
Первая информация о переговорах Boeing с авиакомпаниями по поводу B797 появилась в 2017 году. Свой интерес к новому самолет проявили Alaska Airlines, Emirates, а также Delta Air Lines.
Первоначально, в 2018 году, United Airlines ожидала новый самолет через 8-10 лет. Boeing надеялась принять решение по времени запуска проекта 797 в 2020 году.
В июне 2020 года Boeing заявила, что не будет заниматься разработкой 797 ближайшие 2 года

## Общие сведения
Boeing 797 будет занимать средний сегмент рынка, между меньшим узкофюзеляжным Boeing 757 и большим Boeing 777.
Предполагается, что самолет будет иметь широкий фюзеляж и семь кресел в ряд. В планах создание двух модификаций: Boeing 797-6X и Boeing 797-7X.

## Модификации

#### Boeing 797-6X
Планируется вместимость 225 кресел в двухклассной и 275 в одноклассовой компоновке. Дальность полета — 9260 километров.

#### Boeing 797-7X
Планируется вместимость 265 кресел в двухклассной компоновке. Дальность полета — 8335 километров.